# Bataille de Rusokastro
Guerres byzantino-bulgares
Batailles
- Ongal (680)
- Anchialos (708)
- Marcellae (756)
- Lithosoria (774)
- Marcellae (792)
- Serdica (809)
- Pliska (811)
- Versinikia (813)
- Mesembria
- Guerre de 894 - 896
  - Bulgarophygon
- Guerre de 913 - 927
  - Anchialos (917)
  - Pegae (921)
- Guerre de 970 - 1018
  - Portes de Trajan (986)
  - Thessalonique (995)
  - Passe de Kleidion (1014)
  - Bitola (1015)
- Ostrovo (1040)
- Klokotnica (1230)
- Andrinople (1254)
- Devina (1279)
- Skafida (1304)
- Rusokastro (1332)

La bataille de Rusokastro (en bulgare : Битка при Русокастро, grec moderne : Μάχη του Ρουσόκαστρου) a eu lieu le 18 juillet 1332, près du village de Rusokastro, en Bulgarie, entre les armées de l'Empire Bulgare et de l'Empire Byzantin. Elle débouche sur une victoire bulgare. Il s'agit de la dernière bataille entre l'Empire bulgare et l'Empire byzantin.

## Origines du conflit
En 1328, les empereurs de Bulgarie et de l'Empire Romain d'Orient, Mikhail III et Andronic III Paléologue, signent un traité secret contre la Serbie. Alors que Mikhail III se bat contre les Serbes en 1330, les Byzantins en profitent pour renier leur traité en envahissant la Thrace, capturant plusieurs villes bulgares.

## Prélude
Les Byzantins ne sont pas préparés à la guerre. L'Empire Byzantin, épuisé par la guerre civile qui vient de s'achever, doit également se battre contre les Turcs en Asie Mineure. Au sein de l'Empire bulgare, des luttes intestines existent également, mais le nouvel empereur Ivan Aleksandre Asen sait que la confrontation décisive avec Byzance reste à venir. Il décide donc de se rapprocher des Serbes. En 1332, il conclut un traité de paix avec eux, qui durera jusqu'à sa mort. Le traité est confirmé par le mariage entre le roi Serbe Stefan Uros IV Dusan et la sœur de l'Empereur, Elena. Au cours de l'été de la même année, les Byzantins rassemblent une armée et, sans déclaration de guerre, avancent à travers la Bulgarie, pillant les villages qui se trouvent sur leur chemin.
Les Byzantins parviennent tout d'abord à s'emparer de plusieurs châteaux car Ivan Aleksandre est occupé à réprimer la rébellion de son oncle Belaur à Vidin. Il essaye de négocier avec son ennemi mais sans succès. L'empereur bulgare décide alors d'agir rapidement. Sa cavalerie parcourt 230 km en cinq jours, pour finalement atteindre Aytos, faisant face à l'envahisseur.

## Bataille
Ivan Aleksandre dispose d'une armée de 8 000 hommes, tandis que les Byzantins ne peuvent en aligner que 3 000. Des négociations ont lieu entre les deux souverains, mais l'empereur bulgare décide délibérément de les prolonger car il est en attente de renforts. Dans la nuit du 17 juillet, ces renforts arrivent enfin au camp bulgare (environ 3 000 cavaliers). Il décide donc d'attaquer les Byzantins le jour suivant. De son côté, Andronic III Paléologue n'a pas d'autre choix que d'accepter le combat. L'armée byzantine est composée de 16 escouades, dont six constitue la première colonne. L'aile droite est commandée par le protostrator, l'aile gauche est sous le commandement du megas papias Alexis Tzamplakon, le centre étant commandé personnellement par l'empereur. L'armée byzantine forme un large front composé de deux lignes, avec des flancs placés derrière le centre, formant ainsi un croissant.
La bataille commence à six heures du matin et dure pendant trois heures. Les Byzantins essayent d'empêcher la cavalerie bulgare de les encercler, mais leurs manœuvres échouent. La cavalerie bulgare contourne la première ligne byzantine, la laissant affronter l'infanterie bulgare, chargeant sur l'arrière de leurs flancs. Après un combat acharné, les Byzantins sont vaincus, et doivent abandonner sur le champ de bataille. Les fuyards trouvent refuge dans le village de Rusokastro. L'armée bulgare entoure alors la forteresse, et à midi le même jour, Ivan Aleksandre envoie des émissaires pour rouvrir des négociations.

## Conséquences
Les Bulgares récupèrent les territoires qu'ils avaient perdus en Thrace tout en renforçant leur position internationale. Le successeur de l'Empereur bulgare Michael Assen, âgé de 18 ans, épouse finalement Maria, la fille de l'empereur byzantin Andronic III, permettant ainsi de cimenter la paix entre les deux états.
Cette bataille est considérée par les historiens bulgares médiévaux comme le grand triomphe de l'empereur bulgare Ivan Aleksandre Asen. Il s'agit de la dernière grande bataille entre la Bulgarie et l'Empire byzantin. Leur rivalité de 7 siècles pour la domination de les Balkans allait bientôt prendre fin, avec la chute des deux empires et leur conquête par l'Empire Ottoman.
Le rocher de Rusokastro à l'entrée nord du détroit McFarlane dans les Îles Shetland du Sud en l'Antarctique a été baptisé ainsi en référence à la forteresse médiévale de Rusokastro dans le Sud-est de la Bulgarie.

## Sources
- (en) Cet article est partiellement ou en totalité issu de l’article de Wikipédia en anglais intitulé « Battle of Rusokastro » (voir la liste des auteurs).
- Andreev, Y.; M. Lalkov (1996). The Bulgarian Khans and Tsars (in Bulgarian). Veliko Tarnovo: Abagar.  (ISBN 954-427-216-X).
- Clifford Rogers, The Oxford Encyclopedia of Medieval Warfare and Military Technology : Vol. 1, Oxford, Oxford University Press, 2010.